# Panukulan
Panukulan es un municipio filipino de cuarta clase, perteneciente a la provincia de Quezon, en la región de Calabarzon. En 2020, tenía censados 16 376 habitantes.